# Dolenje Skopice
Dolenje Skopice este o localitate din comuna Brežice, Slovenia, cu o populație de 209 locuitori.